# Barbara d'Oleśnica
Barbara d'Oleśnica (polonais : Barbara oleśnicka) (né vers 1465 – morte après 30 novembre 1479) fut un membre de la dynastie Piast de Silésie  duchesse titulaire d'Oleśnica entre 1475 et 1478.

## Biographie
Barbara est la fille unique de Conrad IX le Noir, duc d'Oleśnica et de son épouse Marguerite de Rawa, fille du duc Siemowit V de Rawa. À la mort de son père en 1471, elle devient l'héritière d'Oleśnica et peut-être potentiellement de l'ensemble du duché; pour cette raison elle reste sous la garde de sa mère et la régence formelle de son oncle sans enfant, Conrad X le Blanc. À l'été 1472 Conrad X la fiance à Albert Ier, le fils aîné de Henri Ier de Poděbrady l'Ancien, duc de Ziębice. À cette occasion, Conrad X vend à Henri Ier pour la somme de 9,000 florins les cités de Koźle, Toszek et Bytom. Cependant peu après l'engagement est rompu. Albert épouse ensuite en 1487 Salomé, fille de Jean II de Żagań dit le Fou, duc de Głogów.
En 1475, Marguerite de Rawa est déposée par Conrad X du gouvernement effectif d'Oleśnica et de Bierutów qu'elle avait reçu comme douaire ou Oprawa wdowia et remplacée par sa propre fille Barbara, qui devient ainsi duchesse souveraine mais toujours sous la tutelle de son oncle jusqu'en 1478, cette année-là, elle est déposée par Conrad X qui prend directement le contrôle d'Oleśnica.
La dernière mention de Barbara est du 30 novembre 1479. Elle meurt probablement peu après âgée d'une quinzaine d'années.

## Sources
- (de) Europäische Stammtafeln Vittorio Klostermann, Gmbh, Francfort-sur-le-Main, 2004  (ISBN 3465032926),  Die Herzoge von Öls und Wohlau †1492 des Stammes der Piasten  Volume III Tafel 14.
- (en) & (de) Peter Truhart, Regents of Nations, K. G Saur Münich, 1984-1988  (ISBN 359810491X), Art. « Oels + Bernstadt, Kosel, Wartenberg »  p. 2.453